# 大塚明
大塚明，是日本女性漫畫家。

## 人物
自稱永遠的18歲，愛貓人士，已婚，育有一子。出道作是《夢幻獵人麗夢》（ドリームハンター麗夢）的商業漫畫選集。

## 作品
秋田書店
- 《狩野俊介》系列，原作：太田忠司
  1. 幻龍苑事件、全1冊
  2. 白亞館事件、全1冊
  3. 硝子之鼠、全1冊
  4. 神影莊奇談、全1冊
- 惡夢招待券、全5冊、原作：
- 惡夢的嘆息、全1冊、原作：

## 外部連結
- （日語）http://nyan-koko.sakura.ne.jp/nyannkoko.html （页面存档备份，存于）（公式網站）
- （日語）大塚明的X（前Twitter）